# 白石一文
白石一文（1958年8月27日—），出生於日本福岡縣，小說家。父親為直木獎獲獎作家白石一郎，其雙胞胎弟弟白石文郎亦為小說家。

## 生平
白石一文於1958年出生於福岡縣。畢業於福岡縣立福岡高中、早稻田大學政治經濟學系，畢業後曾任職於文藝春秋出版社。2000年其小說作品《一瞬之光》（一瞬の光）問世。
1992年，白石一文以瀧口明名義投稿的『惑う朝』獲得第16回昴文學獎佳作。
2009年，白石一文以《この胸に深々と突き刺さる矢を抜け》獲得山本周五郎獎。
2010年，白石一文以《不可或缺的人》獲得直木獎。

## 家庭
白石一文目前與妻子住在東京。

## 作品

### 滝口明名義
- 第二の世界（海越出版社 1994年）

### 白石一文名義
- 出版年份為日文原書出版情況。
- 《我心中尚未崩壞的部分》繁體中文版和簡體中文版的書名、譯者相同。

| 出版年份 | 日文原名 | 中文譯名                 | 出版社（日本／台灣／中國）        | 譯者           |
| -------- | -------- | ------------------------ | --------------------------------- | -------------- |
| 2000年   |          | 一瞬之光                 | 角川書店／商周→麥田               | 黃心寧         |
| 2001年   |          | 不自由的心               | 角川書店／麥田                    | 陳嫻若         |
| 2001年   |          | 近在身邊的遠方           | 角川書店／麥田                    | 高詹燦         |
| 2002年   |          | 我心中尚未崩壞的部分     | 光文社／商周→麥田／上海人民出版社 | 陳明姿、王憶雲 |
| 2003年   |          | 草上的微光               | 光文社／皇冠                      | 王蘊潔         |
| 2004年   |          | 看不見的門與鶴的天空     | 光文社／皇冠                      | 王蘊潔         |
| 2005年   |          | 關於我的命運             | 角川書店／麥田                    | 劉子倩         |
| 2006年   |          | 如果我是你…              | 光文社／皇冠                      | 王蘊潔         |
| 2006年   |          | 愛有多少                 | 文藝春秋／皇冠                    | 王蘊潔         |
| 2007年   |          | 永遠在身邊               | 文藝春秋／麥田                    | 王蘊潔         |
| 2007年   |          | 心中鑲著龍               | 新潮社／皇冠                      | 王蘊潔         |
| 2008年   |          |                          | 小学館                            |                |
| 2009年   |          |                          | 講談社                            |                |
| 2009年   |          | 不可或缺的人             | 祥伝社／麥田                      | 劉子倩         |
| 2010年   |          | 砂上的你                 | 新潮社／野人                      | 陳寶蓮         |
| 2011年   |          |                          | 光文社                            |                |
| 2012年   |          | 幻影之星                 | 文藝春秋／野人                    | 陳寶蓮         |
| 2012年   |          | 火口的二人               | 河出書房新社／新經典              | 陳系美         |
| 2013年   |          |                          | 新潮社                            |                |
| 2014年   |          | 踏上他走過的不可思議路程 | 集英社／時報                      | 邱香凝         |
| 2014年   |          | 毎日新聞社               |                                   |                |
| 2014年   |          | 愛是謊言                 | 新潮社／時報                      | 邱香凝         |
| 2015年   |          |                          | 新潮社                            |                |
| 2015年   |          | 無光之海                 | 集英社／時報                      | 邱香凝         |
| 2016年   |          | 於記憶之濱               | KADOKAWA／臺灣角川                | 王靜怡         |
| 2018年   |          | 一億元的分手費           | 徳間書店／時報                    | 邱香凝         |
| 2018年   |          | レッド・サークル         |                                   |                |
| 2019年   |          |                          | 朝日新聞出版                      |                |
| 2019年   |          | 河出書房新社             |                                   |                |
| 2020年   |          | 沒有你,我無法成為小說家  | 新潮社／時報                      | 邱香凝         |

## 外部連結
- 博客來OKAPI-白石一文：我怕寂寞，怕到說起來都有些害臊 （页面存档备份，存于）（中文）──白石一文專訪